# Plum Branch
Plum Branch è un comune degli Stati Uniti d'America, situato in Carolina del Sud, nella contea di McCormick.